# Mohammadali Garadzsi
Mohammadali Garadzsi (perzsa nyelven: محمدعلی گرایی, Siráz, 1994. május 2. –) iráni kötöttfogású birkózó. A 2019-es birkózó-világbajnokságon bronzérmet nyert 77 kg-os súlycsoportban, kötöttfogásban. A 2018-as birkózó Ázsia-bajnokságon kötöttfogásban, a 77 kg-os súlycsoportban, illetve a 2015-ös birkózó Ázsia-bajnokságon kötöttfogásban, a 66 kg-os súlycsoportban, ezüstérmet szerzett.

## Sportpályafutása
A 2019-es birkózó-világbajnokságon a 77 kilogrammos súlycsoportban bronzérmet szerzett. Ellenfele az örmény Karapet Chalyan volt, akit 9-6-ra legyőzött.